# Коларич
45°19′ пн. ш. 15°41′ сх. д. / 45.31° пн. ш. 15.68° сх. д.
Коларич (хорв. Kolarić) — населений пункт у Хорватії, у Карловацькій жупанії у складі громади Войнич.

## Населення
Населення за даними перепису 2011 року становило 195 осіб.
Динаміка чисельності населення поселення: